# مقتل رينا فيرك
رينا فيرك (10 مارس 1983 - 14 نوفمبر 1997) كانت مقيمة في سانيتش كولومبيا البريطانية بكندا. واجتذب وضعها كضحية جريمة قتل مرعبة اهتماما إعلاميًا كبيرًا في كندا.
تم قتل فيرك من قبل مجموعة من «الأصدقاء». لم يتم الإفصاح عن كل أسماء الست فتيات المشتركين في الجريمة، المعروفة باسم «شورلاين - ستة». بعد قتل كلا من وارين جلووتسكي وكيري ماري سيم (سابقا، كيلي ماري إلارد) فيرك. حكم على جلواتسكي بالسجن مدى الحياة بعد إدانته بالقتل من الدرجة الثانية. وتمت محاكمة سيم إلارد ثلاث مرات. فتمت إدانتها في محاكمتها الثالثة. وقد تم استئناف الحكم أمام المحكمة العليا الكندية التي حكمت بعدم إجراء محاكمة رابعة في القرار8-1، مع الحفاظ على قرار الإدانة والحكم.
وعلقت جريدة جلوب اند ميل في ذلك الوقت على أنه يمكن اعتبار قضية فيرك «مأساة وطنية.»  ووصف عالمان اجتماع كنديان القضية بأنها لحظة فاصلة ل «الذعر الأخلاقي» بسبب العنف الذي تم ممارسته على الطفلة من قبل الجمهور الكندي في أواخر التسعينات.

## القتل
في مساء يوم الجمعة 14 نوفمبر 1997، دًعيت رينا فيرك إلى «حفلة» من قبل صديقها بالقرب من جسر كريج فلاور، في مدينة سانييش، كولومبيا البريطانية.
وأثناء وجودهم على الجسر، يُقال أن المراهقين كانوا يشربون الخمر ويدخنون الماريجوانا وبينما كانت فيرك تقف بينهم، تم اجتذابها بواسطة مجموعة أطلق عليها لاحقًا اسم شورلاين 6. وقال شهود عيان إن إحدى الفتيات، وهي كوك، قامت بوضع سيجارة على جبين فيرك، وسط كل ذلك كان يقف سبعة أو ثمانية أشخاص آخرين يشاهدون، تعرضت فيرك للضرب والركل والسحل بشكل متكرر. ووجد أثار العديد من حروق السجائرعلى جلدها ومحاولات أخرى لحرق شعرها. قالت لهم فتاة أن يتوقفوا فانتهت الدفعة الأولى من الضرب.
تمكنت فيرك من الهروب بعيدا، ولكن أعقبها اثنان من أعضاء المجموعة الأصلية، سيم وجلووتسكي. سحب الاثنان فيرك إلى الجانب الآخر من الجسر، وجعلها تفك حذائها وستراتها، بدفعة ثانية من الضرب. انكرت سيم (إليارد) أنها حاولت غمر رأسها تحت الماء، لكنها اعترفت بغمر جسدها وهي في حالة إغماء إلى الماء في جلسة يوم الإفراج المشروط يوم 30 نوفمبر 2017.
على الرغم من وجود اتفاق مزعوم بين الأشخاص المتورطين في «عدم الاعتراف على بعضهم البعض»، إلا أن شائعات عن الجريمة المزعومة انتشرت في جميع أنحاء مدرسة شورلاين المتوسطة. كانت رينا فيرك طالبة في مدرسة كلقويتز المتوسطة. سمع العديد من الطلاب والمدرسين الشائعات، ولكن لم يتقدم أحد لإبلاغ الشرطة بذلك. وقد تأكدت الشائعات بعد ثمانية أيام، في 22 نوفمبر 1997، عندما رأت الشرطة  من طائرة هليكوبتر جثة فيرك من مجردة جزئيا من الملابس على الشاطئ في الممر المائي الرئيسي في جزيرة فانكوفر.
وقال المحقق ان الوفاة كانت بسبب الغرق. وكشف تشريح الجثة فيما بعد أن فيرك أصيبت بجروح بالغة، وأن إصابات الرأس كانت شديدة بما يكفي لقتلها إذا لم تغرق. وكانت فيرك وقتها 14 سنة.

## الجناة
يشار إلى الجناة الست في وثائق المحكمة بهذه الأحرف الأولى من أسمائهم وهم:  ن.ك. ن.ب. م.ج.ب. ك.أ.ك. ج.و. ك.م.س ومن المعروف أن ن.ك هي نيكول كوك ومن المعروف أن م.ج.ب هي ميسي غريس بليتش. كلاهما اعترف بالاشتراك في الجريمة. ويشار إلى كيري سيم في الوثائق باسم ك.م.س
وقد تم إخراج فتاة من هذه المجموعة غير قادرة على البقاء في السجن بسبب محاولاتها الانتحار. وهذا يرجع إلى اضطراب ما بعد الصدمة حيث شهدت وفاة قاسية لوالدتها عندما كانت طفلة.

### وارن بول جلووتسكي
ولد وارن 26 أبريل 1981 في ميديسن هات، ألبرتا. أدين في جريمة قتل فيرك وحكم عليه بالسجن مدى الحياة.
انتقل غلووتسكي ووالديه في كثير من الأحيان قبل انفصالهم في عام 1996؛ عاش في استيفان وريجينا، ساسكاتشوان، وكولومبيا البريطانية.

### كيري ماري سيم
كيري سيم (كيلي إيلارد)، من مواليد 9 أغسطس / آب 1982، كانت تبلغ من العمر 15 عامًا عندما ارتكبت الجريمة هي ووارن جلووتسكي. وقد حوكمت سيم (إيلارد) ثلاث مرات بتهمة القتل، وأُدينت مرتان. وفي 12 يونيو 2009، ذكرت جلوب اند ميل أن المحكمة العليا الكندية قد ألغت الحكم القضائي لمحكمة الاستئناف في حكم 8-1. وتمت إدانتها خلال محاكمتها الثالثة 

### نيكول كوك
نيكول كوك، من مواليد 1983، عاشت في منزل مشترك في ذلك الوقت. وفي الفيلم الوثائقي لشبكة ام اس ان بي سي بعنوان  شهوة الدماء تحت الجسر، تحدثت كوك عن الطريقة التي أخذت بها سيجارة مشتعلة ووضعتها على وجه رينا فيرك، فبدأت الفوضى التي أعقبتها. كما أوضحت كوك كيف أنها ضربت وركلت فيرك مراراً وتكراراً. وفي نهاية المقابلة مع ام اس ان بي سي، قالت «كوك» أن ليس لها أي علاقة بالقتل الفعلي لفيرك لأن سيم (إيلارد) هي المشاركة في القتل. ثم سأل الصحفي المخضرم «كيث موريسون»، «هل كان القتل سيحدث لو لم تكن قد بدأت القتال بحرق وجهها بسيجارتك؟» وأجابت كوك «لا أعرف. ربما.» 
1. ↑  A Short Life of Kierkegaard. Princeton: Princeton University Press. ISBN:9781400845972. مؤرشف من الأصل في 2019-12-13.
2. ↑  Byers، Michele (2010). "The Stuff of Legend: T/Selling the Story of Reena Virk". Canadian Ethnic Studies. ج. 41 ع. 3: 27–48. DOI:10.1353/ces.2010.0032. ISSN:1913-8253. مؤرشف من الأصل في 2020-05-11.
3. ↑  BARRON، CHRISTIE؛ LACOMBE، DANY (14 يوليو 2008). "Moral Panic and the Nasty Girl*". Canadian Review of Sociology/Revue canadienne de sociologie. ج. 42 ع. 1: 51–69. DOI:10.1111/j.1755-618x.2005.tb00790.x. ISSN:1755-6171. مؤرشف من الأصل في 2019-12-13.
4. 1 2  "Class photo: Portrait of a lost generation?". PsycEXTRA Dataset. مؤرشف من الأصل في 2020-03-14. اطلع عليه بتاريخ 2018-12-06.
5. ↑  Hamilton، Stacey (2000-09). Duvall, Gabriel (06 December 1752–06 March 1844), U.S. Supreme Court justice and congressman. American National Biography Online. Oxford University Press. مؤرشف من الأصل في 14 مارس 2020. {{استشهاد بكتاب}}: تحقق من التاريخ في: |تاريخ= (مساعدة)